# 김수현 (여자배우)
김수현(1971년 3월 12일 ~ )은 대한민국의 배우이다.

## 학력
- 성동초등학교 (졸업)
- 성신여자대학교 (졸업)

### 드라마
- 1996년 MBC 월화 미니시리즈 《애인》
- 2004년 MBC 단막극 《소설극장 - 열정》
- 2010년 MBC 저녁 일일연속극 《황금물고기》 ... 황 비서 역
- 2010년 ~ 2011년 MBC 월화 미니시리즈 《역전의 여왕》
- 2011년 MBC 월화 특별기획 드라마 《짝패》
- 2011년 MBC 주말연속극 《반짝반짝 빛나는》
- 2011년 MBC 저녁 일일연속극 《불굴의 며느리》
- 2015년 MBC 저녁 일일연속극 《불굴의 차여사》 ... 정숙 역
- 2017년 MBC 수목 미니시리즈 《죽어야 사는 남자》
- 2022년 ~ 2023년 MBC 저녁 일일연속극 《마녀의 게임》 ... 서 비서 역
- 2024년 MBC 저녁 일일연속극 《용감무쌍 용수정》 ... 명 차장 역

### 영화
- 2016년 영화 《섬. 사라진 사람들》 ... 단역 - 경찰대교수 역